# Rävåsen (naturreservat, Torsby kommun)
Rävåsen är ett naturreservat i Torsby kommun i Värmlands län.
Området är naturskyddat sedan 2013 och är 36 hektar stort. Reservatet omfattar höjden Rävåsen, myrmarker med en bäck och en kort sträcka av vattendraget Kölan. Reservatet består av gammal barrskog och gransumpskog. 